# Life Eternal
Life Eternal este cel de-al treilea EP al formației Mayhem. Albumul conține cinci piese care provin de pe niște casete pe care Attila Csihar le-a făcut în timpul înregistrărilor albumului De Mysteriis Dom Sathanas. 
EP-ul a fost lansat prin propria casă de discuri a lui Attila, Saturnus Productions. S-a produs în 3000 de copii, fiecare dintre ele fiind numerotată automat. Particularitatea acestui EP e faptul că a fost lansat în carcasă de DVD; fiecare copie include un set de zece autocolante.
Pe coperta albumului e catedrala Nidaros din Trondheim, Norvegia. Aceeași catedrală apare și pe coperta albumului De Mysteriis Dom Sathanas, dar privită din alt unghi.

## Lista pieselor
1. "Cursed In Eternity" - 05:07
2. "Pagan Fears" - 06:17
3. "Freezing Moon" - 06:19
4. "Funeral Fog" - 05:48
5. "Life Eternal" - 06:51

## Personal
- Attila Csihar - vocal
- Euronymous - chitară
- Hellhammer - baterie
- Count Grishnackh - chitară bas
- Blackthorn - a doua chitară